# Max van der Stoel

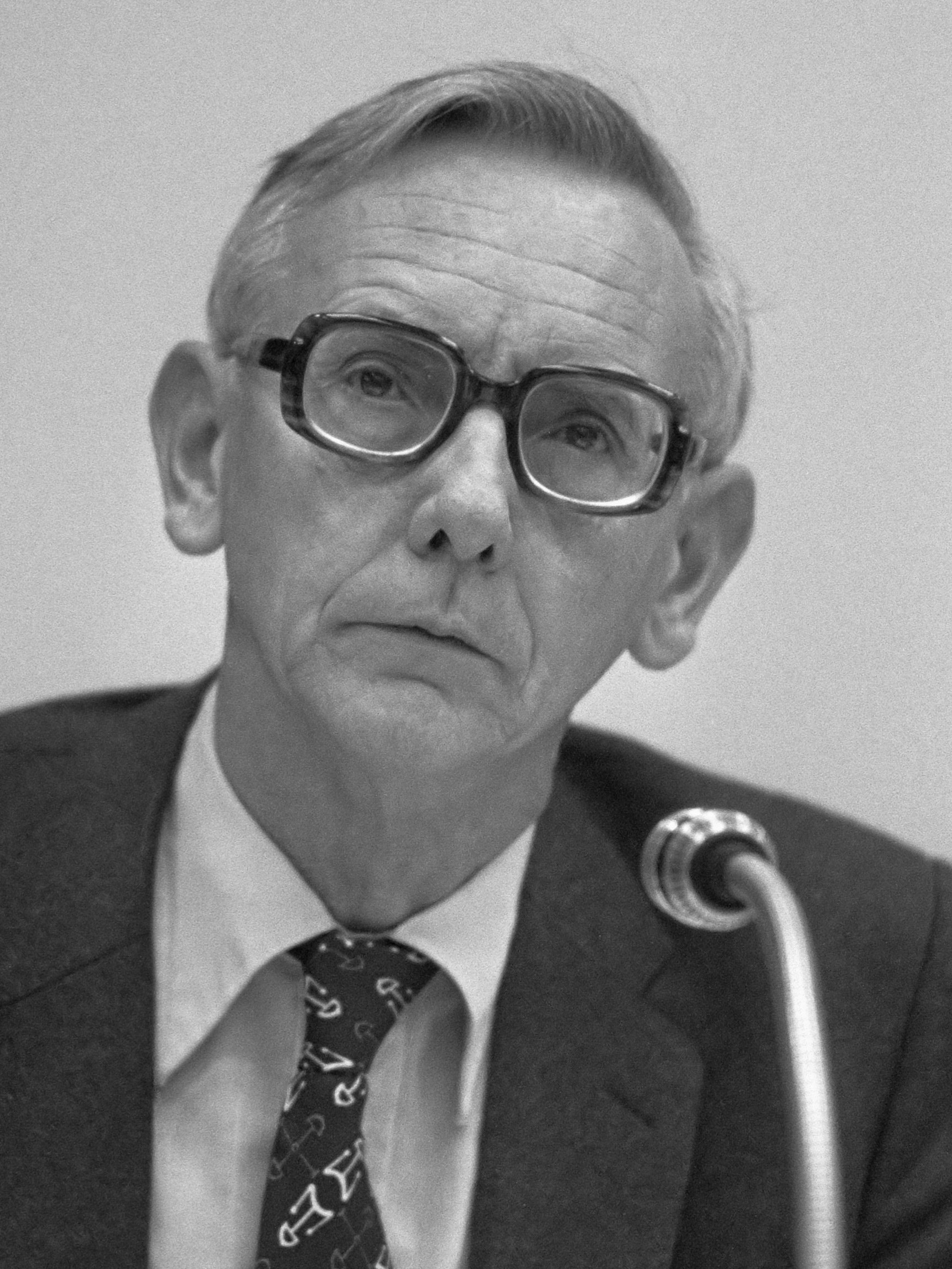
Max van der Stoel (1981)

Max van der Stoel (* 3. August 1924 in Voorschoten; † 23. April 2011 in Den Haag) war ein niederländischer Politiker der Partij van de Arbeid (PvdA) und Diplomat. Er war 1973–1977 und 1981–1982 Außenminister der Niederlande. Von 1983 bis 1986 war van der Stoel Ständiger Vertreter seines Landes bei den Vereinten Nationen und von 1993 bis 2001 Hoher Kommissar für nationale Minderheiten der OSZE.

## Studium
Van der Stoel absolvierte ein Studium der Rechtswissenschaften und der Soziologie an der Universität Leiden und schloss in beiden Fächern jeweils als Doctorandus (entspricht etwa einem Magister- oder Mastergrad) ab: 1947 in Jura und 1953 in Soziologie.

## Politische Laufbahn in den Niederlanden

### Abgeordneter der Ersten und Zweiten Kammer
Bereits 1946 trat van der Stoel der PvdA bei. Nach dem Studium war er zunächst 1953 bis 1958 Mitarbeiter der Wiardi-Beckman-Stiftung, dem wissenschaftlichen Büro der PvdA. Anschließend war er von bis 1963 Sekretär der Partij van de Arbeid für Internationale Angelegenheiten.
1960 bis 1965 war er zunächst Abgeordneter der Provinz Südholland in der Ersten Kammer (Eerste Kamer). Von 1966 bis 1973 und von 1977 bis 1981 war er als Vertreter der PvdA Mitglied der Zweiten Kammer (Tweede Kamer). Dort wirkte er jeweils als außenpolitischer Sprecher seiner Fraktion und ergriff insbesondere in Debatten um die Beziehungen zum Ostblock, Frieden und Sicherheit, Menschenrechte sowie europäische Integration das Wort. Im 1971 von den Oppositionsparteien PvdA, D66 und PPR gebildeten Schattenkabinett war van der Stoel als Außenminister vorgesehen. In bestimmten verteidigungspolitischen Abstimmungen (Erhöhung des Verteidigungsbudgets, Modernisierung von Kernwaffen im Zusammenhang mit SALT II) votierte van der Stiel auch gegen die Linie der eigenen Fraktion.
Das niederländische Parlament entsandte van der Stoel als einen der Vertreter seines Landes in die Beratende Versammlung des Europarates. Dort wirkte er 1968 bis 1970 als Berichterstatter zur Lage in Griechenland, wo damals eine Militärdiktatur herrschte.

### Staatssekretär und Außenminister
Im Kabinett von Jo Cals war van der Stoel vom 22. Juli 1965 bis zum 22. November 1966 Staatssekretär im Außenministerium (unter Joseph Luns), zuständig für Angelegenheiten der Vereinten Nationen und UN-Organisationen sowie außereuropäische Angelegenheiten.
Als Nachfolger Norbert Schmelzers war van der Stoel vom 11. Mai 1973 bis zum 19. Dezember 1977 Außenminister im PvdA-geführten Kabinett Den Uyl. In dieser Funktion war er im zweiten Halbjahr 1976 auch den Vorsitz im Ministerrat der Europäischen Gemeinschaften (EG).
Während eines Besuchs in der Tschechoslowakei im Februar 1977 sprach van der Stoel auch mit dem Sprecher der tschechoslowakischen Bürgerrechtsbewegung Charta 77, Jan Patočka, was zu erheblichen Protesten auf der tschechoslowakischen Regierungsseite führte. Patočka wurde daraufhin von der Staatssicherheit verhört und starb an den Folgen.

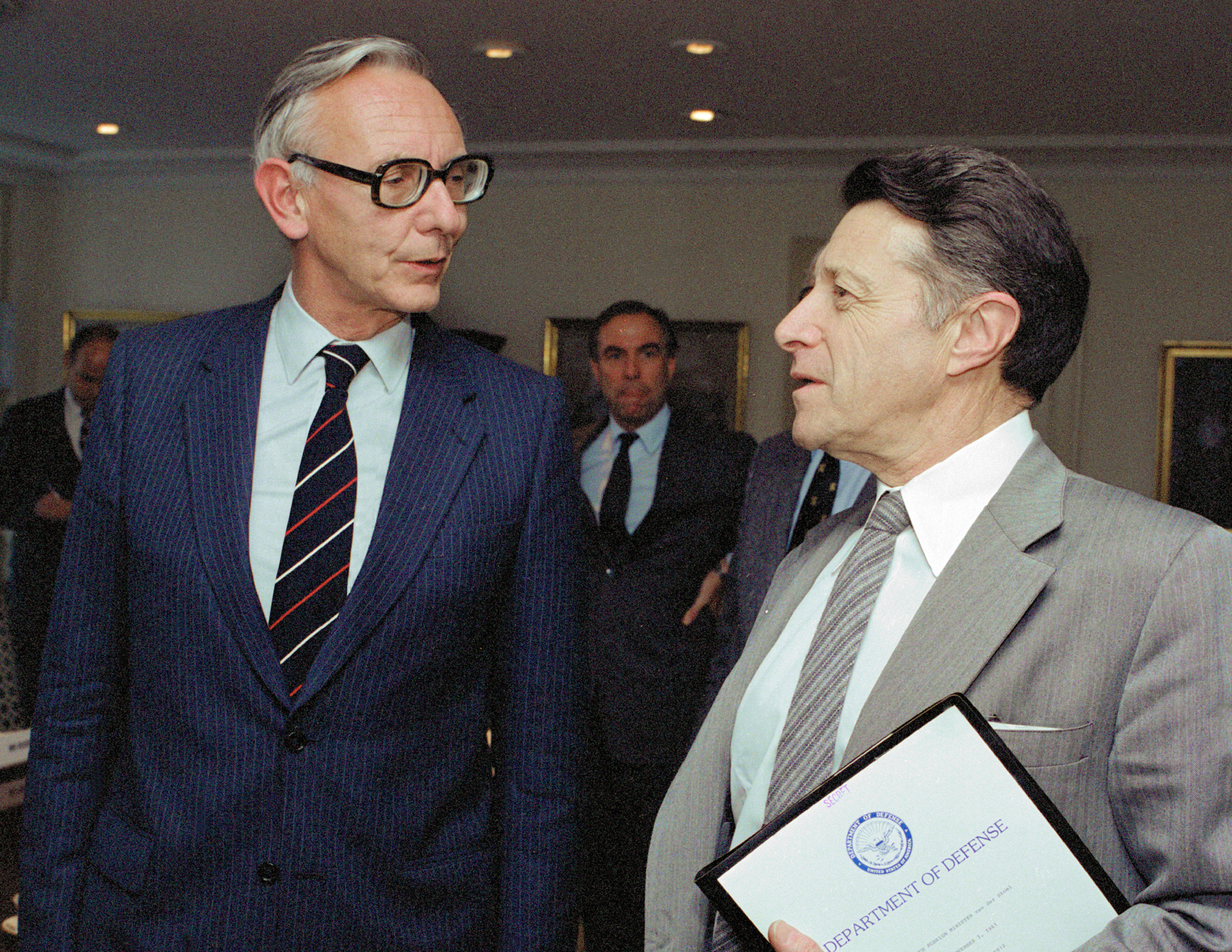
Max van der Stoel (links) mit dem amerikanischen Verteidigungsminister Caspar Weinberger (1983)

Im Mitte-links-Kabinett Van Agt II war van der Stoel vom 8. September 1981 bis zum 29. Mai 1982 erneut Außenminister. In dieser Zeit setzte er die niederländische Politik fort, die darauf abzielte, die Stationierung von Marschflugkörpern in Westeuropa durch sowjetische Zugeständnisse zu verhindern. Er war in dieser Frage jedoch gegen unilaterale Schritte der Niederlande und wurde dafür vom PvdA-Parteirat kritisiert. Zusammen mit dem Verteidigungsminister Hans van Mierlo (D66) setzte sich van der Stoel für eine Beteiligung der Niederlande an der UN-Friedenstruppe auf der Sinai-Halbinsel ein, um den ägyptisch-israelischen Friedensvertrag umzusetzen. Nach dem Bruch der Koalition trat er wie alle Minister der PvdA aus der Regierung zurück. 
Königin Beatrix berief van der Stoel 1986 in den Staatsrat (Raad van State). Diesem Verfassungsorgan, das sowohl als Beratungsgremium der Regierung als auch als oberstes Verwaltungsgericht dient, gehörte er bis 1993 an.

## Diplomat
Max van der Stoel erwarb sich darüber hinaus einen Ruf als international angesehener Diplomat. Er war von 1983 bis 1986 Botschafter der Niederlande bei den Vereinten Nationen.
Von 1991 bis 1999 war er Berichterstatter (Rapporteur) der UNO für die Einhaltung der Menschenrechte im Irak. Zudem war er vom 1. Januar 1993 bis zum 1. Juli 2001 Hoher Kommissar für nationale Minderheiten der Organisation für Sicherheit und Zusammenarbeit in Europa (OSZE). In dieser Position engagierte er sich insbesondere für die Lösung ethnischer Spannungen in Estland und Mazedonien sowie für die Roma und Sinti in Ungarn und Rumänien.

## Elder Statesman
Für seine Verdienste um die niederländische Politik verlieh ihm die Königin am 22. Mai 1991 den Ehrentitel eines Staatsministers.
Von 1999 bis 2001 war van der Stoel Inhaber des Rudolph-Cleveringa-Lehrstuhls für Menschenrechte an der Universität Leiden. Von Januar 2001 bis Januar 2003 war er zudem Gastprofessor für Internationales und Europäisches Recht an der Universität Tilburg.
Im Vorfeld der Hochzeit des damaligen Prinzen Willem-Alexander mit der Argentinierin Máxima Zorreguieta führte van der Stoel Anfang 2001 im Auftrag der niederländischen Regierung Gespräche mit dem Brautvater Jorge Zorreguieta. Dessen Anwesenheit bei den Feierlichkeiten in den Niederlanden war aufgrund seiner Rolle in der argentinischen Militärdiktatur unerwünscht.
Seit dem 1. Juli 2001 war Max van der Stoel Sonderberater für Mazedonien des Generalsekretärs des Rates der Europäischen Union und Hohen Vertreters für die Gemeinsame Außen- und Sicherheitspolitik Javier Solana. 2001 war er Impulsgeber für die Gründung der South East European University in Skopje, Nordmazedonien.

## Auszeichnungen und Ehrungen

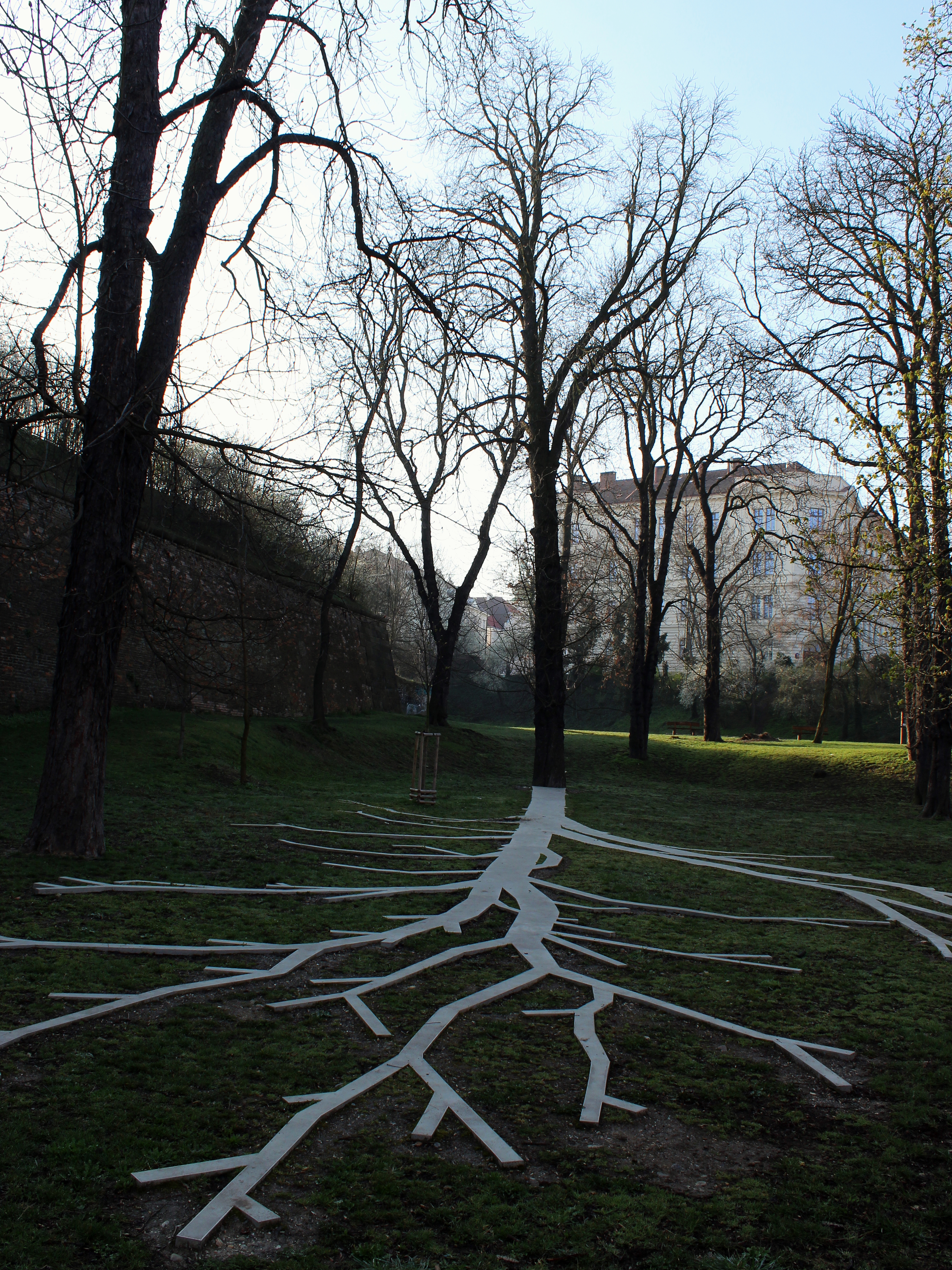
Ein Denkmal im Max-van-der-Stoel-Park im Prager Stadtteil Hradčany erinnert seit 2017 an das Treffen mit Patočka

- 1966: Orden vom Niederländischen Löwen
- 1974: Ehrenmedaille für Eifer und Genialität des Hausordens von Oranien
- 1975: Großkreuz des Bundesverdienstkreuzes
- 1977: Doctor honoris causa der Universität Athen
- 1977: Großkreuz des Phönix-Ordens
- 1978: Komtur des Ordens von Oranien-Nassau
- 1982: Großoffizier des Ordens von Oranien-Nassau
- 1982: Freedom of Speech Award der Franklin-D.-Roosevelt-Stiftung
- 1994: Doctor iuris honoris causa der Rijksuniversiteit Utrecht
- 1996: Tomáš-Garrigue-Masaryk-Orden II. Klasse
- 1997: Orden des Fürsten Jaroslaw des Weisen V. Klasse
- 2000: Großoffizier des Sterns von Rumänien
- 2001: Orden des Fürsten Jaroslaw des Weisen IV. Klasse
- 2001: Orden des Weißen Doppelkreuzes I. Klasse
- 2001: Komtur mit Stern des Verdienstordens der Republik Ungarn
- 2001: Hessischer Friedenspreis für sein Wirken um die Menschenrechte[3]
- 2006:  Honorary Knight Grand Cross des Order of St Michael and St George (KCMG)

- Die niederländische Regierung nominierte van der Stoel 1999 für den Friedensnobelpreis.

- Ein von der Universität Tilburg vergebener Preis für hervorragende wissenschaftliche Arbeiten (Dissertationen und Masterarbeiten) auf dem Gebiet der Menschenrechte trägt seit 2002 den Namen Max van der Stoel Human Rights Award.
- Die OSZE und die niederländische Regierung vergeben seit 2003 alle zwei Jahre den mit 50.000 Euro dotierten Max van der Stoel Award für besonderen Einsatz für die Lage von ethnischen Minderheiten in Europa.

## Veröffentlichungen
- Stoel, Max van der: Demokratie und Menschenrechte: Zur Arbeit des Hohen Kommissars für Nationale Minderheiten der OSZE (Institut für Friedensforschung und Sicherheitspolitik an der Universität Hamburg: Hamburger Vorträge am Institut für Friedensforschung und Sicherheitspolitik, 3; Hamburg, 1997)
- Stoel, Max van der: Peace and Stability through Human and Minority Rights. Baden-Baden 2001.

## Biografische Quellen und Hintergrundliteratur
- Biographie auf der Homepage der Niederländischen Regierung
- Biografie auf „Parlement & Politiek“, Informationssammlung der Universität Leiden
- Biographie in The European International Model United Nations
- Ehrung zur 60-jährigen Mitgliedschaft in der PvdA
- Interview als Hoher Kommissar für nationale Minderheiten der OSZE 1995
- Heiko Fürst: Die Minderheitenpolitik des Hohen Kommissars für Nationale Minderheiten der OSZE in Rumänien. Magisterarbeit 2001
- Heiko Fürst: Der HKNM als Akteur der OSZE. online auf elektronischesnetz.de
- Literatur von und über Max van der Stoel im Katalog der Deutschen Nationalbibliothek